# Aulnay (Aube)
Pour les articles homonymes, voir Aulnay.
Aulnay (à prononcer ɔnɛ, le 'l' étant muet) est une commune française, située dans le département de l'Aube en région Grand Est.

## Géographie
| Jasseines   |                    | Donnement |
| Brillecourt | Aulnay             | Braux     |
| Magnicourt  | Chalette-sur-Voire |           |

La rivière Ravet traverse le village qui est desservi par la D 5 et la D 35.

### Hydrographie
La commune est dans la région hydrographique « la Seine de sa source au confluent de l'Oise (exclu) » au sein du bassin Seine-Normandie. Elle est drainée par le Ravet,.
Le Ravet, d'une longueur de 16 km, prend sa source dans la commune de Chavanges et se jette  dans la Seine à Brillecourt, après avoir traversé six communes.

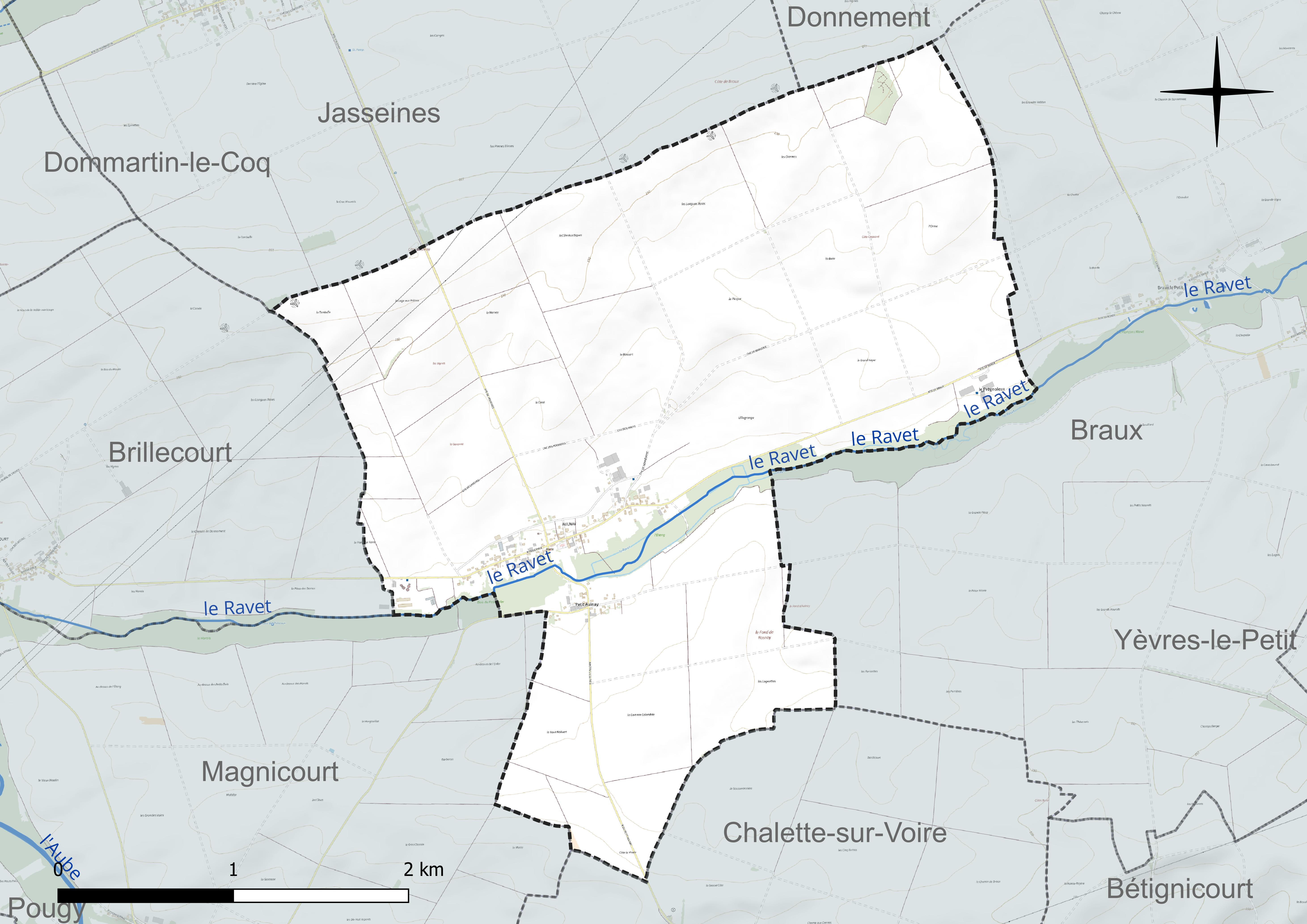
Réseau hydrographique d'Aulnay.

### Climat
Pour des articles plus généraux, voir Climat du Grand Est et Climat de l'Aube.
En 2010, le climat de la commune est de type climat océanique dégradé des plaines du Centre et du Nord, selon une étude du Centre national de la recherche scientifique s'appuyant sur une série de données couvrant la période 1971-2000. En 2020, Météo-France publie une typologie des climats de la France métropolitaine dans laquelle la commune est exposée à un climat océanique altéré et est dans une zone de transition entre les régions climatiques « Nord-est du bassin Parisien » et « Lorraine, plateau de Langres, Morvan ».
Pour la période 1971-2000, la température annuelle moyenne est de 10,6 °C, avec une amplitude thermique annuelle de 16 °C. Le cumul annuel moyen de précipitations est de 742 mm, avec 12,2 jours de précipitations en janvier et 8,3 jours en juillet. Pour la période 1991-2020, la température moyenne annuelle observée sur la station météorologique de Météo-France la plus proche, « Mathaux-Étape », sur la commune de Mathaux à 12 km à vol d'oiseau, est de 11,5 °C et le cumul annuel moyen de précipitations est de 733,9 mm. 
La température maximale relevée sur cette station est de 41,5 °C, atteinte le 25 juillet 2019 ; la température minimale est de −18 °C, atteinte le 2 janvier 1997,,.
Les paramètres climatiques de la commune ont été estimés pour le milieu du siècle (2041-2070) selon différents scénarios d'émission de gaz à effet de serre à partir des nouvelles projections climatiques de référence DRIAS-2020. Ils sont consultables sur un site dédié publié par Météo-France en novembre 2022.

## Urbanisme

### Typologie
Au 1er janvier 2024, Aulnay est catégorisée commune rurale à habitat dispersé, selon la nouvelle grille communale de densité à 7 niveaux définie par l'Insee en 2022.
Elle est située hors unité urbaine. Par ailleurs la commune fait partie de l'aire d'attraction de Troyes, dont elle est une commune de la couronne,. Cette aire, qui regroupe 209 communes, est catégorisée dans les aires de 200 000 à moins de 700 000 habitants,.

### Occupation des sols
L'occupation des sols de la commune, telle qu'elle ressort de la base de données européenne d’occupation biophysique des sols Corine Land Cover (CLC), est marquée par l'importance des territoires agricoles (91,9 % en 2018), une proportion sensiblement équivalente à celle de 1990 (92,2 %). La répartition détaillée en 2018 est la suivante : 
terres arables (91,9 %), forêts (4,9 %), zones urbanisées (3,1 %). L'évolution de l’occupation des sols de la commune et de ses infrastructures peut être observée sur les différentes représentations cartographiques du territoire : la carte de Cassini (XVIIIe siècle), la carte d'état-major (1820-1866) et les cartes ou photos aériennes de l'IGN pour la période actuelle (1950 à aujourd'hui).

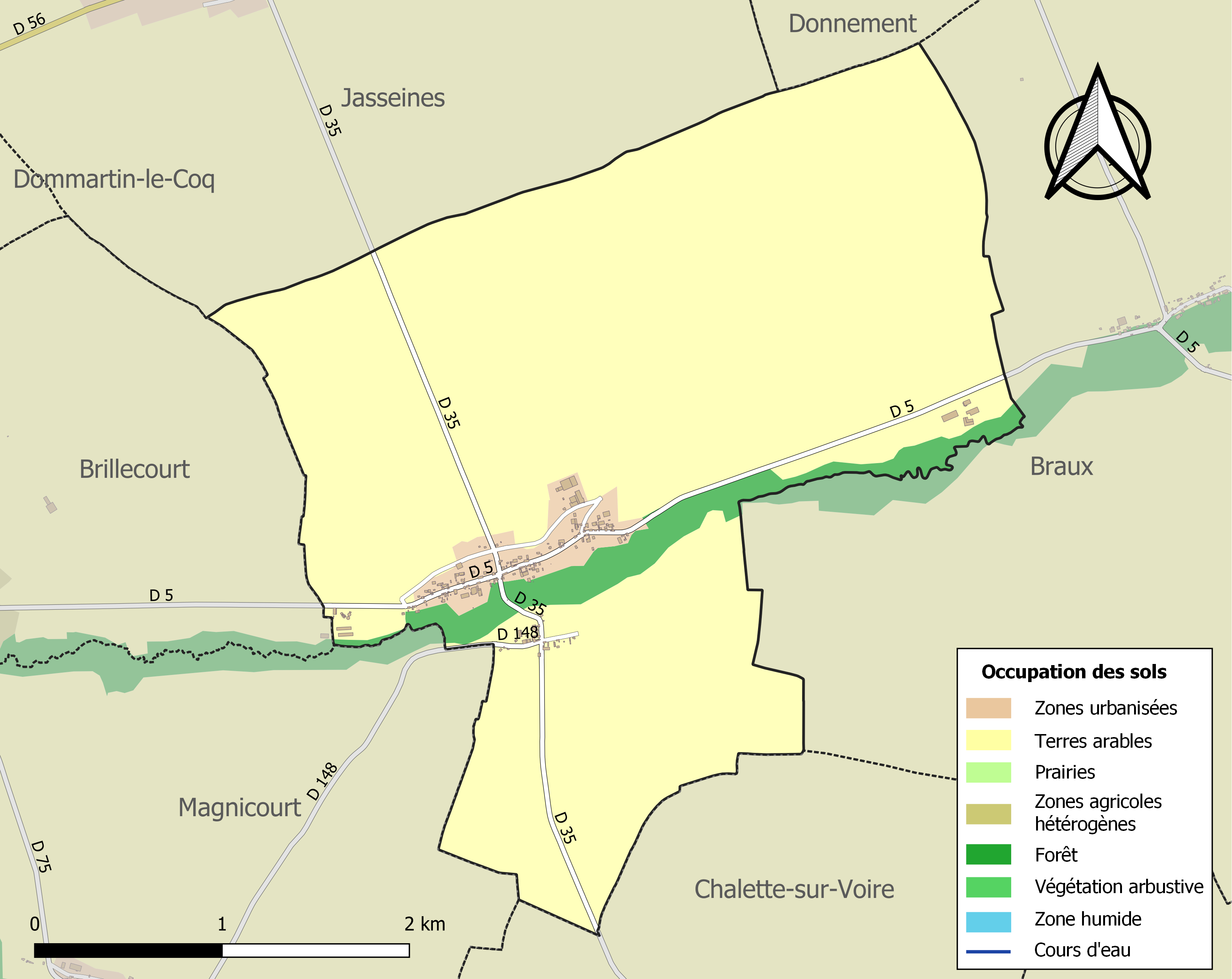
Carte des infrastructures et de l'occupation des sols de la commune en 2018 (CLC).

## Toponymie
L'aulnaie, lieu où poussent des aulnes.
L'aulne est un arbre des lieux humides.
Le terme « aulne » est assez récent : l'arbre s'appelait auparavant verne ou vergne et cette appellation a subsisté au sud de la Loire. On trouve déjà un Alnetum en 856, le village était Aulnay-sur-Ravet et sur la rive gauche de ladite rivière se trouvait Aulnay-le-Petit. En 1841, sur le territoire de la commune se trouvaient : Arrandière, la Garenne, les Logeattes, la Loge-au-Prêtre, Maligny, la Motte, Villegrange.

## Histoire
La Tombelle d'Aulnay, probablement d'époque celtique, autrefois située sur la commune d'Aulnay, d'où son nom, est maintenant sur le finage de Jasseines à la suite d'un redressement des limites cadastrales.
En 1543, dans l'acte de vente du château d'Aulnay par Claude d'Aulnay il était désigné comme : Motte et maison seigneuriale situé près de l'église.
En 1789, le village relevait de l'intendance et de la généralité de Châlons, de l'élection de Bar-sur-Aube et du bailliage de Chaumont.

### Maligny
Fief sans justice qui relevait de Rosnay.

## Politique et administration
| Période                                  | Période  | Identité                                     | Étiquette | Qualité     |
| ---------------------------------------- | -------- | -------------------------------------------- | --------- | ----------- |
| mars 2001                                | En cours | Jacky Cartier Réélu pour le mandat 2020-2026 | DVD       | Agriculteur |
| Les données manquantes sont à compléter. |          |                                              |           |             |

## Démographie
L'évolution du nombre d'habitants est connue à travers les recensements de la population effectués dans la commune depuis 1793. Pour les communes de moins de 10 000 habitants, une enquête de recensement portant sur toute la population est réalisée tous les cinq ans, les populations de référence des années intermédiaires étant quant à elles estimées par interpolation ou extrapolation. Pour la commune, le premier recensement exhaustif entrant dans le cadre du nouveau dispositif a été réalisé en 2006.

En 2022, la commune comptait 110 habitants, en évolution de −14,73 % par rapport à 2016 (Aube : +0,7 %, France hors Mayotte : +2,11 %).
| 1793 | 1800 | 1806 | 1821 | 1831 | 1836 | 1841 | 1846 | 1851 |
| ---- | ---- | ---- | ---- | ---- | ---- | ---- | ---- | ---- |
| 141  | 148  | 152  | 179  | 148  | 173  | 195  | 201  | 219  |

| 1856 | 1861 | 1866 | 1872 | 1876 | 1881 | 1886 | 1891 | 1896 |
| ---- | ---- | ---- | ---- | ---- | ---- | ---- | ---- | ---- |
| 216  | 221  | 209  | 211  | 174  | 194  | 151  | 158  | 150  |

| 1901 | 1906 | 1911 | 1921 | 1926 | 1931 | 1936 | 1946 | 1954 |
| ---- | ---- | ---- | ---- | ---- | ---- | ---- | ---- | ---- |
| 146  | 160  | 162  | 139  | 165  | 158  | 162  | 136  | 135  |

| 1962 | 1968 | 1975 | 1982 | 1990 | 1999 | 2006 | 2011 | 2016 |
| ---- | ---- | ---- | ---- | ---- | ---- | ---- | ---- | ---- |
| 131  | 117  | 109  | 105  | 106  | 118  | 115  | 133  | 129  |

| 2021 | 2022 | - | - | - | - | - | - | - |
| ---- | ---- | - | - | - | - | - | - | - |
| 117  | 110  | - | - | - | - | - | - | - |

## Culture locale et patrimoine

### Lieux et monuments
L'église Saint-Remi était formée d'une nef d'origine romane mais reconstruite au XVIIIe siècle, d'un transept et d'une abside datant tous deux du XVIe siècle. Elle avait une succursale à Brillecourt, elle relevait du doyenné de Margerie et la cure était à la présentation de l'abbé de Montier-en-Der.
À la suite de l'effondrement du chœur, la municipalité fait démolir en 1975 le transept, l'abside et le clocher. En 2019, une nouvelle abside contemporaine en bois est construite qui intègre les vitraux datés de 1540 et 1553.